# Guldspett
Guldspett (Colaptes auratus) är en mestadels marklevande fågel i familjen hackspettar, vanligt förekommande i Nordamerika samt delar av Centralamerika och Västindien. Den uppträder i två former som tidigare, och i viss mån återigen, behandlades som egna arter.

## Utseende
Guldspetten är en rätt stor hackspett med en kroppslängd på 28-31 centimeter. Den är mestadels brun med en tydligt vit övergump, svart halsband ovan en prydligt svartprickig beige buk, brungrå ovansida med svartbandning, svart stjärtovansida samt och en lång, något nedåtböjd näbb. I övrigt skiljer sig olika populationer åt enligt följande:
- Guldspettar i östra och norra Nordamerika samt på Kuba och Caymanöarna har grårosa huvud, hals och övre delen av bröstet, med grå hjässa och röd fläck i nacken. Hanen har ett svart mustaschstreck. På vingarnas undersidor och undersidan av stjärten är den gul.[4]
- De i västra Nordamerika och västra Mexiko (cafer-gruppen) har istället blekgrått på huvud och hals, gråbrun hjässa och saknar nackfläck. Hanens mustaschstreck är rött och under vingarna och stjärten är den istället röd.[5] Nyligen urskilda guatemalaspetten (C. mexicanoides) är röd under vingar och stjärt likt de i cafer-gruppen, men har kastanje- eller kanelbrunt på hjässa och nacke, samt hos honan i ett mustaschstreck på grått ansikte. Ryggen är vidare tätare bandad.[6]

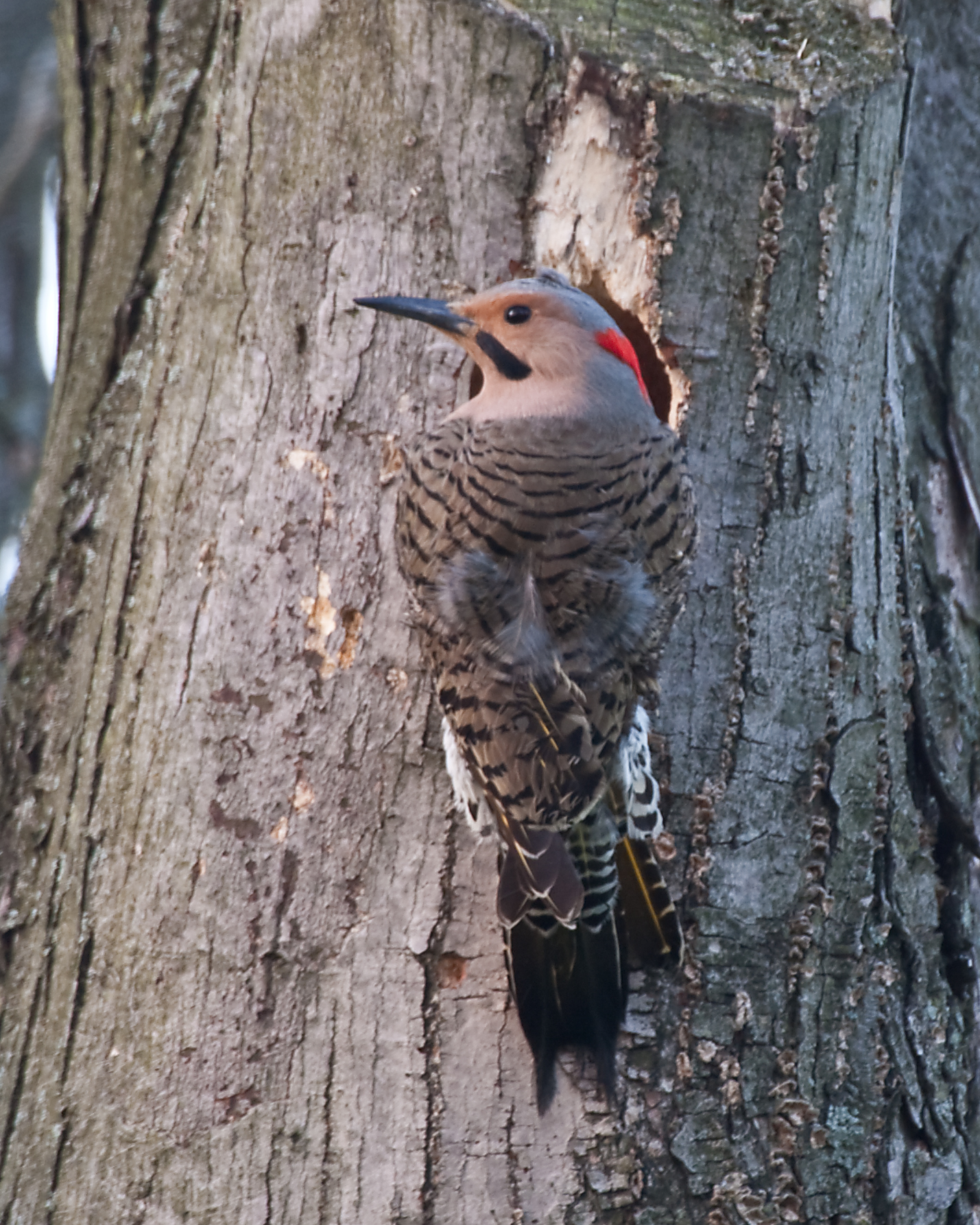
Hane av auratus-gruppen
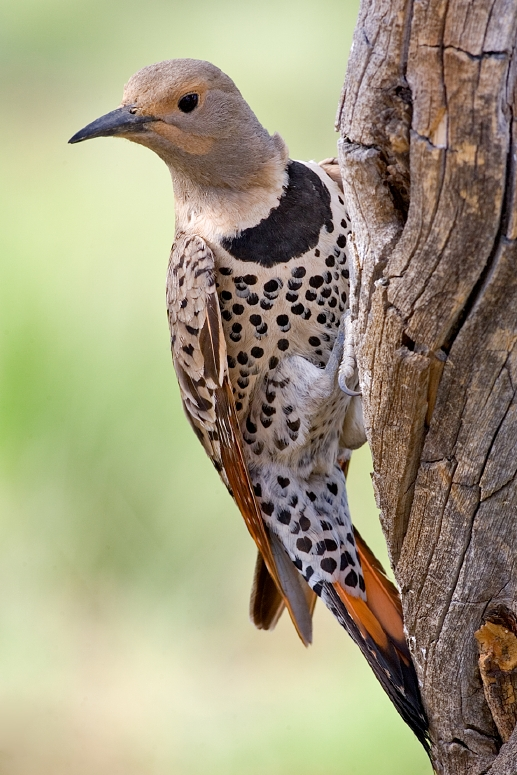
Hona av auratus-gruppen
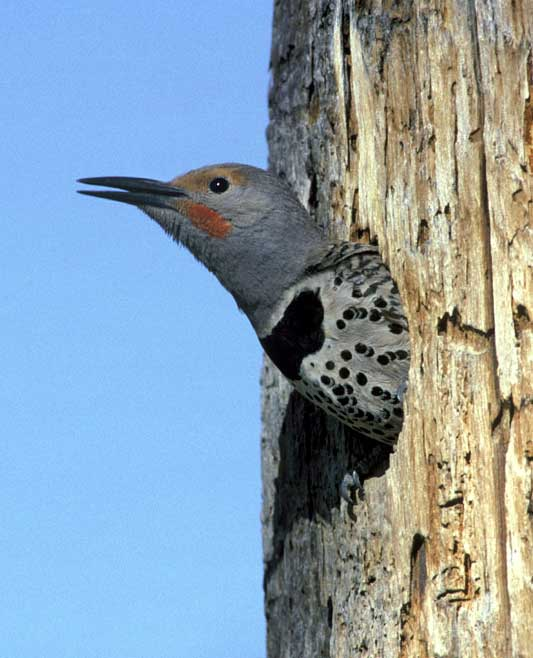
Hane av cafer-gruppen
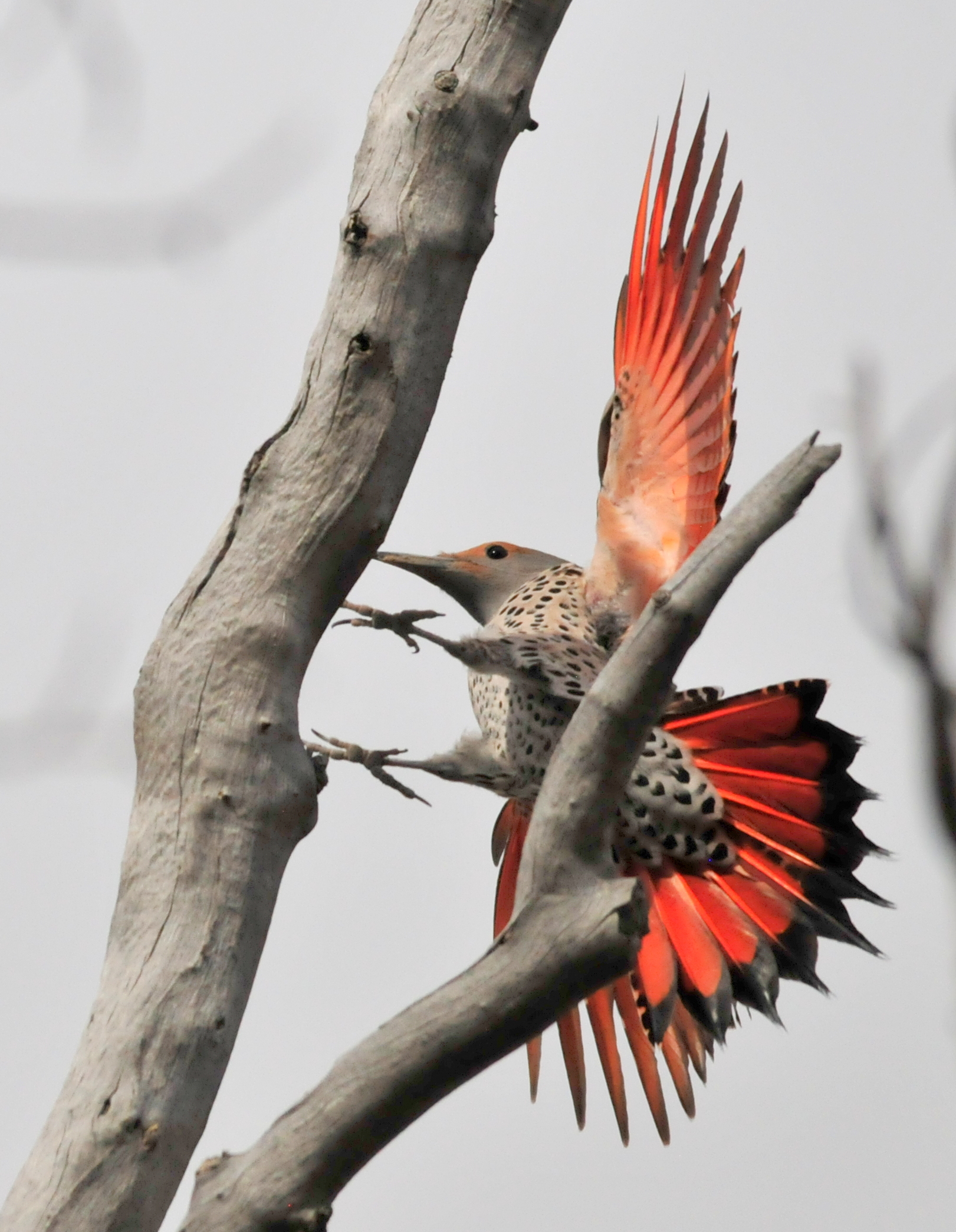
Hona av cafer-gruppen

## Utbredning och systematik
Guldspett delas in i åtta underarter med följande utbredning:
- Colaptes auratus chrysocaulosus – förekommer på Kuba
- Colaptes auratus gundlachi – förekommer på Grand Cayman
- auratus-gruppen
  - Colaptes auratus luteus – förekommer från centrala Alaska till södra Labradorhalvön, Newfoundland, Montana och nordöstra USA
  - Colaptes auratus auratus – förekommer i sydöstra USA
- cafer-gruppen
  - Colaptes auratus cafer – förekommer från södra Alaska och British Columbia till norra Kalifornien
  - Colaptes auratus collaris – förekommer i sydvästra USA, nordvästra Baja och västra Mexiko (Durango)
  - Colaptes auratus rufipileus – förekom tidigare på Guadalupeön, Mexiko. Försvunnen, senast rapporterad 1906.
  - Colaptes auratus mexicanus – förekommer i västra Mexiko (Durango till San Luis Potosí och Oaxaca)

Vissa urskiljer även underarten nanus med utbredning från västra Texas till nordöstra Mexiko.
Tidigare behandlades cafer-gruppen som en egen art. Sedan 2014 urskiljer Birdlife International och naturvårdsunionen IUCN den återigen. De urskilde då även guatemalaspetten som egen art, vilket följdes av tongivande IOC 2024.

### Guldspetten i Europa
Guldspetten är en mycket sällsynt gäst i Europa, med bland annat tre fynd i Azorerna och ett av en hona vid Ålborg i Danmark 18 maj 1972.

## Levnadssätt

### Habitat
Guldspetten hittas i öppna skogsmarker, fält med spridda träd och parker. I bergstrakterna i väst ses den i de flesta skogstyper upp till trädgränsen. Den förekommer också i fuktiga miljöer som åskogar, träskmarker och skogsnära våtmarker.

### Föda
Till skillnad från de flesta andra hackspettar födosöker guldspetten mest på marken, efter skalbaggar och myror. När den väl befinner sig bland träd ses den snarare sitta upprätt på horisontella grenar än klättra uppför stammen. Den kan också inta ryggradslösa djur som flugor, fjärilar, malar och sniglar, vintertid även frukter, bär och frön.

### Häckning
På hackspettsmanér häckar guldspetten i trädhål, men olikt de flesta arter kan den återanvända gamla bohål. Den har till och med rapporterats använda före detta bohål tillhörande backsvala eller bälteskungsfiskare. Boet placeras två till fem meter ovanför marken, tillfälligtvis upp till 30 meter. Guldspetten lägger fem till åtta vita ägg som ruvas i elva till 13 dagar. Ungarna är flygga efter 24-27 dagar.

## Namn
Av svenskarna i Nya Sverige kallades arten hittock eller piut.

## Status och hot
Guldspetten är en vanlig och vida spridd art, men minskar i antal, mellan 1966 och 2015 med nästan 50%. Internationella naturvårdsunionen IUCN, som bedömer hotstatus för cafer-gruppen, och övriga underarter var för sig, anser inte att populationerna minskar tillräckligt kraftigt för att någon av dem ska betraktas som hotade, varför de kategoriseras som livskraftiga (LC).